# Pinckney (Nowy Jork)
Pinckney – miasto w Stanach Zjednoczonych, w stanie Nowy Jork, w hrabstwie Lewis.